# 卡拉卡瓦
卡拉卡瓦國王（David Kalākaua，正式全名David Laʻamea Kamanakapuʻu Mahinulani Nalaiaehuokalani Lumialani Kalākaua，1836年11月16日—1891年1月20日）又被尊稱為快樂的君主（The Merrie Monarch），是最後一位實際統治夏威夷王國的君主。他於1874年2月12日在夏威夷即位，1891年1月20日在加利福尼亞舊金山去世。

## 早年生活
卡拉卡瓦是啟帕阿啟亞（Caesar Kaluaiku Kapaʻakea）及啟歐荷卡洛蕾（Analea Keohokalole）的二子。

## 1872年選舉
夏威夷國王卡美哈梅哈五世，即卡美哈梅哈王朝最後的一位君主在1872年12月11日去世，並未指定王位繼承之人。依照王國憲法，如果國王未指定繼任人時，由國會指定新任的國王。
夏威夷王位由數名候選人競逐。其中，競爭主要是集中在兩位較高位階的酋長及部落領導者身上：威廉·C·路納利羅及大衛‧卡拉卡瓦。路納利羅是兩位之中較受歡迎的，一部分的原因是他的酋長位階較卡拉卡瓦為高，而且他是已故君主卡美哈梅哈四世的表親。路納利羅也是兩位之中較為自由主義的，他承諾將修正憲法在政府之中給予人民更多表達意見的機會。許多人認為政府會直接宣佈由路納利羅當選為國王，然而路納利羅本人卻拒絕允許這樣的事情發生，他並堅持王國內的每個人都應該參與國王的選舉。
卡拉卡瓦當時印發了一份以夏威夷詩體所寫的聲明，節錄一段如下：

"我的人民喔！我古老的國人！起來！就是這個聲音！

"嗬！各部落！嗬！我的古老人民！建立及維護卡美哈梅哈王國的人民啊！

"起來！就是這個聲音！

"我的人民，讓我領導你們，別做違反王國法律及破壞王國和平的事。

"別去也別投票。

"別讓外國人所領導，他們沒有參與我們建國時的苦難，別被他們錯誤的教訓所誤導。"

卡拉卡瓦相較於他的對手路納利羅是保守許多。在此同時，外國人對夏威夷政府頗有支配力。卡拉卡瓦承諾讓更多夏威夷人回到王國政府內工作。他也承諾要修改王國的憲法。
1873年1月1日，夏威夷舉行王位的普選。路納利羅獲得了壓倒性的多數。翌日，國會確認普選投票並且無異議地選舉路納利羅為國王。卡拉卡瓦承認失敗。

## 1874年選舉
路納利羅即王位一年後，於1874年2月3日去世。
同年2月4日，卡拉卡瓦宣布競逐王位。他主要的對手是艾瑪王后（Queen Emma），即已故卡美哈梅哈四世的遺孀。
此次競選，阿利伊（Aliʻi，相當於夏威夷王國的王室及貴族）之中多數人都較支持卡拉卡瓦，其他議員亦同，卡拉卡瓦遂擊敗了艾瑪王后。
夏威夷王國國會在1874年2月12日集會，選出下任君主；投票結果由卡拉卡瓦獲得39票，艾瑪王后獲6票。當卡拉卡瓦贏得選舉的消息傳出，支持艾瑪王后的黨人旋即對促使法院公告卡拉卡瓦獲勝的國會議員發動攻擊。叛黨以武力強行進入王國法院，並且野蠻地毆打數名議員。其中一名議員被丟出窗外後死亡。新當選的卡拉卡瓦國王要求美國的部隊及英國戰船協助平定亂黨，當晚之前，秩序即已恢復。

## 統治時期

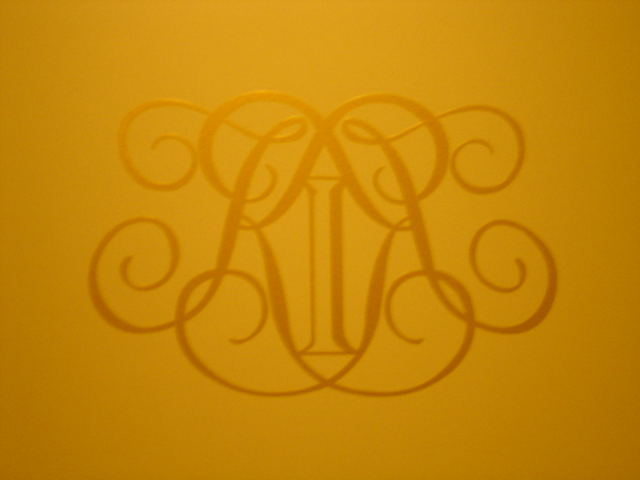
卡拉卡瓦時期的王家標誌，2005年2月2日攝於伊奧拉尼宮地下室。

登基之後，卡拉卡瓦指定由他的弟弟威廉·彼特·里雷歐侯庫（William Pitt Leleiohoku）作為他的王位繼承人，終結夏威夷選舉君主制的時期。
卡拉卡瓦以訪問夏威夷各個島嶼的方式上任，這提高了他受歡迎的程度。
在1874年10月，卡拉卡瓦派出代表赴美國協商，他希望能與美國簽署互惠條約，以解決當時夏威夷的不景氣情況。11月時，卡拉卡瓦自行旅行到華盛頓特區，面會美國總統尤里西斯·格蘭特。雙方完成協商，便在1875年1月30日簽署了互惠條約。互惠條約允許特定的夏威夷產品，主要是糖及米，得以免課關稅進入美國。
卡拉卡瓦統治的初期，他全力運用國王的權力指定及解散內閣。他相信阿利伊的祖傳權力已經賦予給他。卡拉卡瓦不斷地解散舊內閣並且指定新閣。此舉招致來自激進派人民的批評，他們期待改革夏威夷政府，使夏威夷成為一個如同英國方式一般的君主立憲體制——君主對於政府擁有非常小的實權，但具有極高的地位並且是國家元首。該派人士並且相信應由立法機構決定內閣人事而非由國王指定。卡拉卡瓦在位期間，雙方的對抗一直持續著。
1881年，卡拉卡瓦國王離開夏威夷，旅遊考查世界各國的移民事務，並且增進外交關係。他同時也想研究其他各國統治者如何治理國家。他不在國內期間，由他的妹妹及王位繼承人莉迪亞公主代理王位攝政（先前國王所指定的王位繼承人，里雷歐侯庫王子已於1877年逝世）。卡拉卡瓦先到舊金山，美國以皇室規格款待他。隨後他又到日本，面見日本天皇。他又前往中國、暹羅、緬甸、印度、埃及、義大利、比利時、德國、奧地利、法國、西班牙、葡萄牙及聯合王國，最後他借道美國返回夏威夷。他在這趟旅程中見了許多國家的君主及元首，包括了教宗、義大利國王及維多利亞女王，是世界上第一位進行環球旅行的國王。

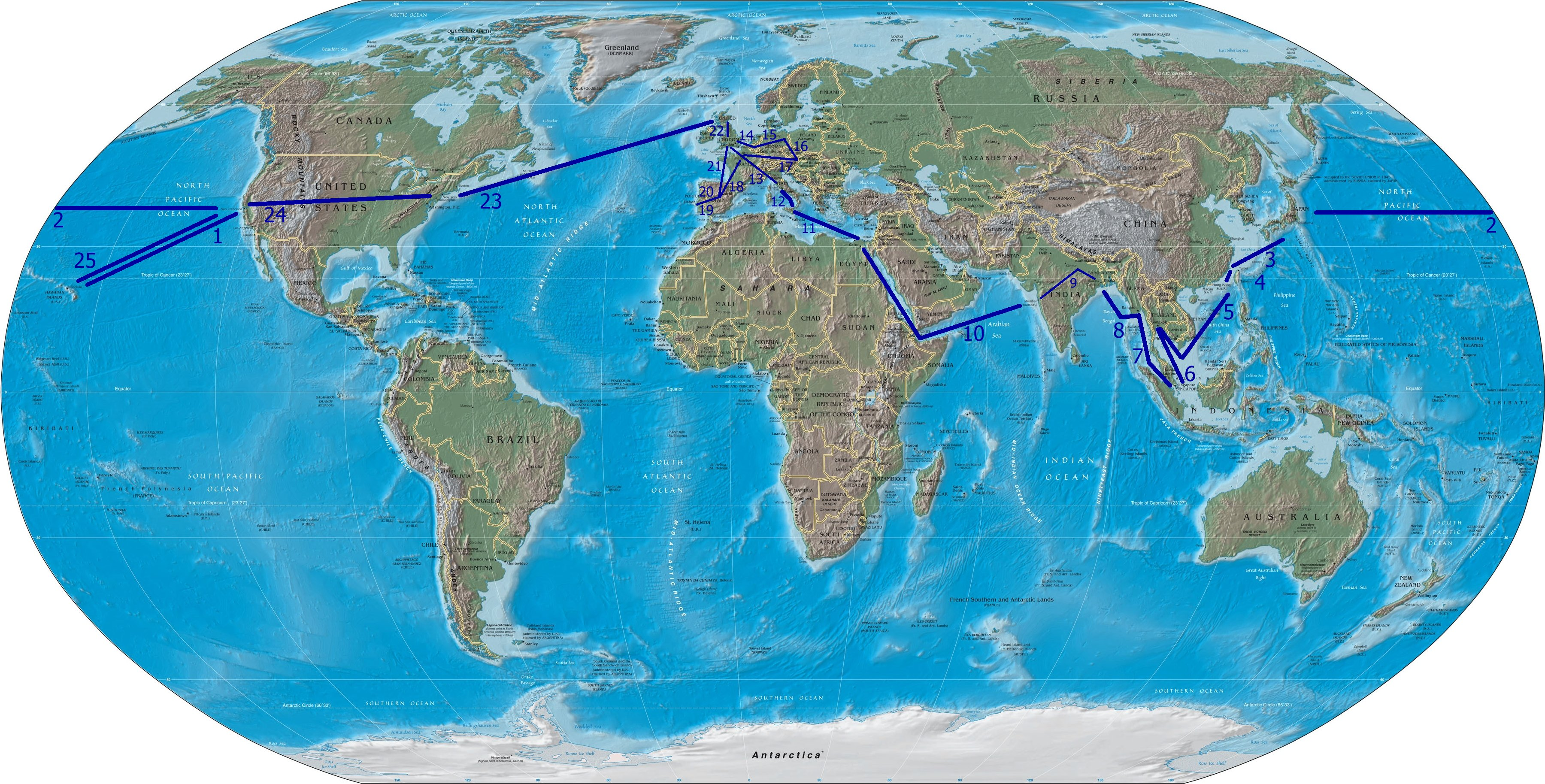
1881年卡拉卡瓦國王環遊全球的路線

卡拉卡瓦還在火奴魯魯建造了一座歐洲風格的王宮——伊奧拉尼宮，由於國王對於新科技的愛好，這座王宮是世界上第一個有自來水及電力的王宮。它也是目前美國領土中碩果僅存的王宮。這座王宮精緻小巧，有許多家具、裝飾乃至建材，都是卡拉卡瓦在遊歷歐洲時所訂製的。
據說卡拉卡瓦國王曾有意要建立一個玻里尼西亞帝國。在1886年，立法機構撥給政府美金3萬元，以建立一個玻里尼西亞聯盟。國王派出代表出使薩摩亞王國，兩國結盟之議獲得薩王馬列托阿（Malietoa Laupepa）首肯。然而此一結盟期間卻不長，因為卡拉卡瓦國王隔年即因刺刀憲法而失去權力，改革黨人崛起獲權後就終止了這個聯盟關係。
1887年起，教會黨（the Missionary party）已經對卡拉卡瓦國王非常失望。他們以國家債務的增長指責國王是一個揮霍無度之君。某些外國勢力意圖強逼卡拉卡瓦遜位，由莉迪亞公主繼任，然而也有人意圖完全終結君主制，並由美國併吞夏威夷群島。主張併吞派人士組成一個名為「夏威夷聯盟（the Hawaiian League）」的團體。就在1887年內，該聯盟成員即已完成武裝集結。國王受到展示武裝力量的驚嚇，並被要求將其權力移轉給代表美國、英國或是葡萄牙的外交部長。聯盟成員後來要求國王簽署一部新的憲法。
新的憲法，又被稱為1887年的刺刀憲法（Bayonet Constitution），大幅削弱國王的行政權力。立法機構可以撤銷國王所擁有的否決權，此外，國王所有行動前均須經內閣副署。貴族院，即受國王所指定的立法機構，須採行選舉方式被選出。這部憲法並且加入一個條款－允許非夏威夷公民投票。雖有羅伯·威爾考克斯所領導的反對革命的勢力，不過這個目標在恢復國王權力的反對行動卻未成功。
不到1890年，國王的健康狀況開始衰退。在他的醫師建議之下，國王赴舊金山治病，然而病情卻每況愈下，終至1891年1月20日病逝於舊金山。國王的遺體由美國查理斯頓號防護巡洋艦運回火奴魯魯。因國王與卡皮歐拉尼王后沒有子女，夏威夷王位由國王的妹妹莉迪亞公主繼承。

## 遺產
卡拉卡瓦國王贏得快樂君主的暱稱，是因為他對於生命中歡樂、節慶等元素的愛好。卡拉卡瓦統治期間，恢復了1820年代被教會視為傷風敗俗的呼拉舞（Hula）傳統。直到今天，夏威夷人為紀念、崇敬卡拉卡瓦，仍然舉辦呼拉舞節慶－快樂君主節；在觀光客眾多的夏威夷威基基區，海灘旁的主要道路也是以他的名字來命名。

## 外部連結
- Useful resource on the Islands and their history.（页面存档备份，存于）
- Ukulele Hall Of Fame Museum - David Kalakaua
- Surfing in the Late 1880s
- Friends of 'Iolani Palace （页面存档备份，存于）
- Kalakaua elected king （页面存档备份，存于）
- David Kalakaua （页面存档备份，存于）
- King Kalakaua the "Merrie Monarch"
- The Honolulu Advertiser Kalakaua （页面存档备份，存于）
- Royal Four Kalakaua
- Who was the Merrie Monarch
- The Hula King （页面存档备份，存于）
- Picture History Kalakaua
- Template:Cite Appleton's
- Kalakaua （页面存档备份，存于） at Find a Grave

| 前任者： 路納利羅 （卡萊瑪瑪胡王朝） | 夏威夷國王 （卡拉卡瓦王朝） 1874年2月12日—1891年1月20日 | 繼任者： 利留卡拉尼 |